# アルネ・ヤコブセン
アルネ・イミール・ヤコブセン（デンマーク語: Arne Emil Jacobsen、1902年2月11日 - 1971年3月24日）はデンマークの建築家、デザイナー。ユダヤ人であり、モダン様式の代表的な人物の一人である。

## 概要

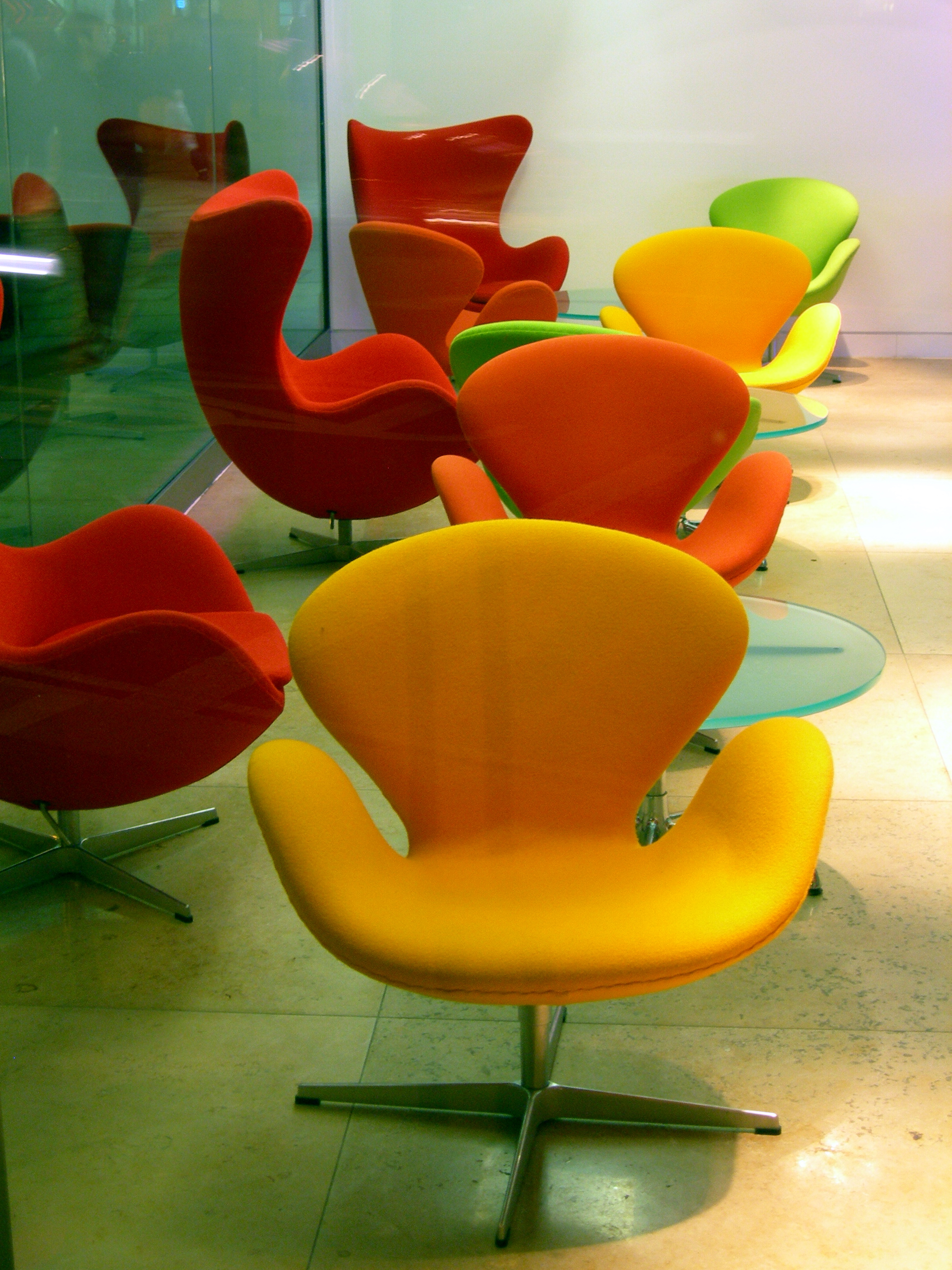
スワンチェア(右)とエッグチェア(左)

彼の建築業績の中には、オックスフォードのセントキャサリンズ・コレッジ、マートン・コレッジでの仕事、ラディソンのロイヤルホテル、デンマーク銀行、多くの町役場、および他の建築物がある。 彼は多くの優れた椅子と他の家具を設計した。 また、国際的な賞も授与されている。
彼の家具デザインの多くがモダン様式の手本になっている。1952年からのアントチェア、スワンチェアとともにラディソンホテルで設計されたエッグチェアなどである。 彼の最も知られた作品は1955年のセブンチェアであり、500万本以上を販売している。 セブンチェアは、1963年ルイス・モーレイの有名なクリスティーン・キーラーのヌード写真において使用された。以降、セブンチェアは姿勢をデッサンする多くの肖像に使用されている。製造は発表当時はフリッツ・ハンセン社が手がけていた。現在では、複数の企業が、製造している。
建築における理想を追求したデザイン、家具までも含めた一貫性と言う点においてミース・ファン・デル・ローエに影響を受けたと自ら語っている。

## 経歴
1902年、デンマーク、コペンハーゲンで貿易商を営むユダヤ系デンマーク人の父ヨハンと母パウリーンの長男として生まれた。当初は画家を目指していたが、父親の反対を受ける。1921年、父に反発して家を出て、客船の旅客係として働き始めたが船酔いを克服できず、すぐに辞めている。

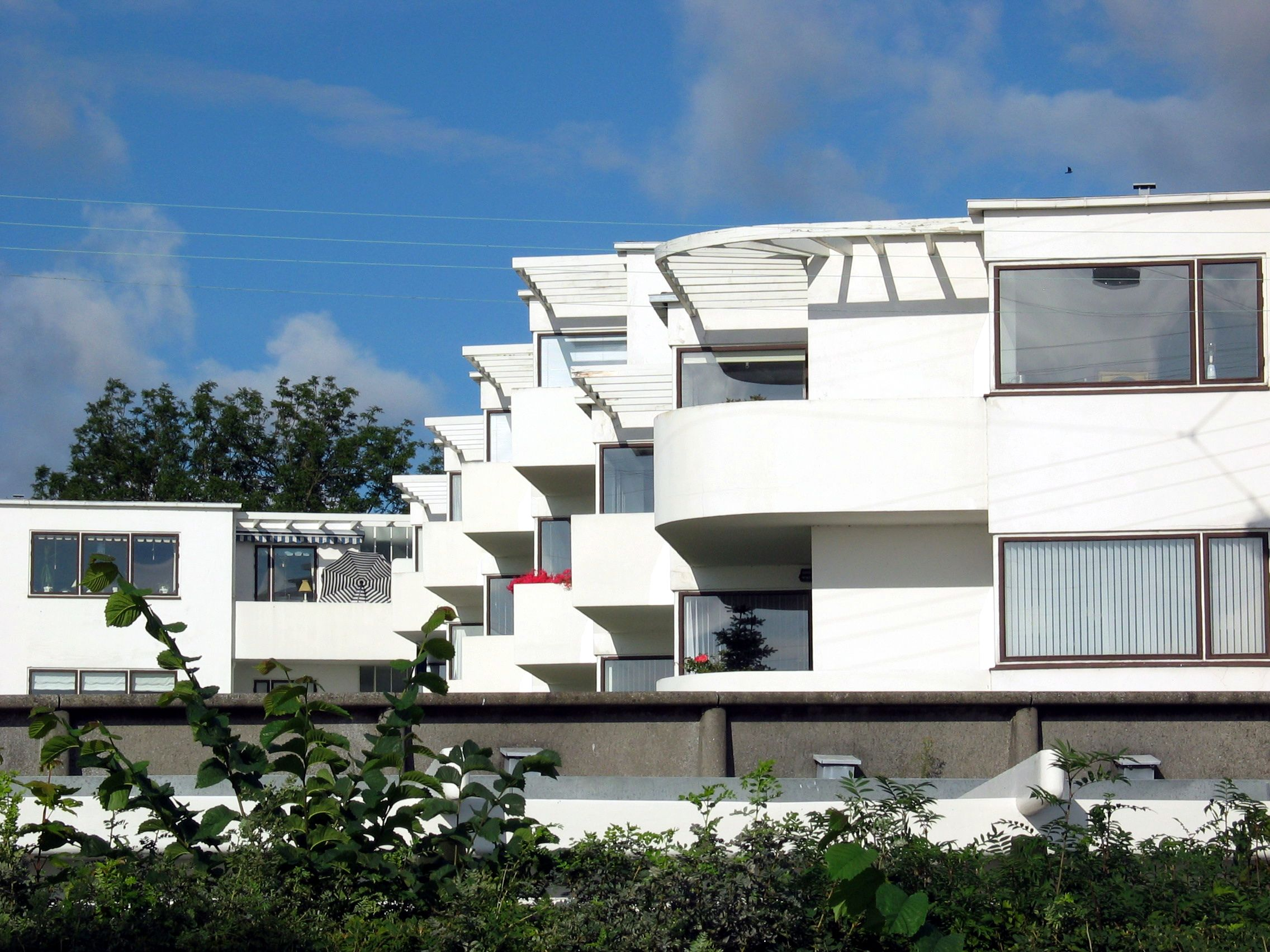
ベラヴィスタ集合住宅

その後、友人の建築家、フレミング・ラッセンに絵の才能をいかせる建築の道を勧められ、1924年にデンマーク王立芸術アカデミーに入学した。在学中にはカイ・フィスカーの下で1925年のパリ万博・デンマーク・パヴィリオンの椅子の設計に参加している。1927年に同校を卒業した後、パウル・ホルセーの事務所に入所。同じ頃、マリー・イストラップ・ホルムと結婚。マリーの紹介でポール・ヘニングセンと知り合う。
1929年、フレミング・ラッセンと共にコンペに向けてモダニズムの形式をとった未来の家を発表。モダニズムの旗手の一人としてデンマーク国内において一躍注目を集めた。これにより、その名が広まるところとなり、住宅設計の依頼が増え始めたため、同年、事務所を設立。1930年代、コペンハーゲンの北に位置するクランペンボーの海岸沿いのベルヴュー地区に、レストランや劇場の隣接するリゾート型複合住宅を建設するコンペに当選し、『ベラヴィスタ集合住宅』をはじめとする大規模リゾート計画を手がけた。またヨーロッパ各国を回り多くの古典建築に触れている。
1940年、デンマークがナチス・ドイツによって占領されると、ユダヤ人であったヤコブセンはナチスによる迫害を恐れ、ポール・ヘニングセンと共に当時の中立国であったスウェーデンへ亡命した。亡命中は建築設計は殆ど行われず、（事務所名義ではスタッフのみにより設計が行われている）二人目の妻ヨハナとテキスタイル・デザインを手がけるなどして過ごした。

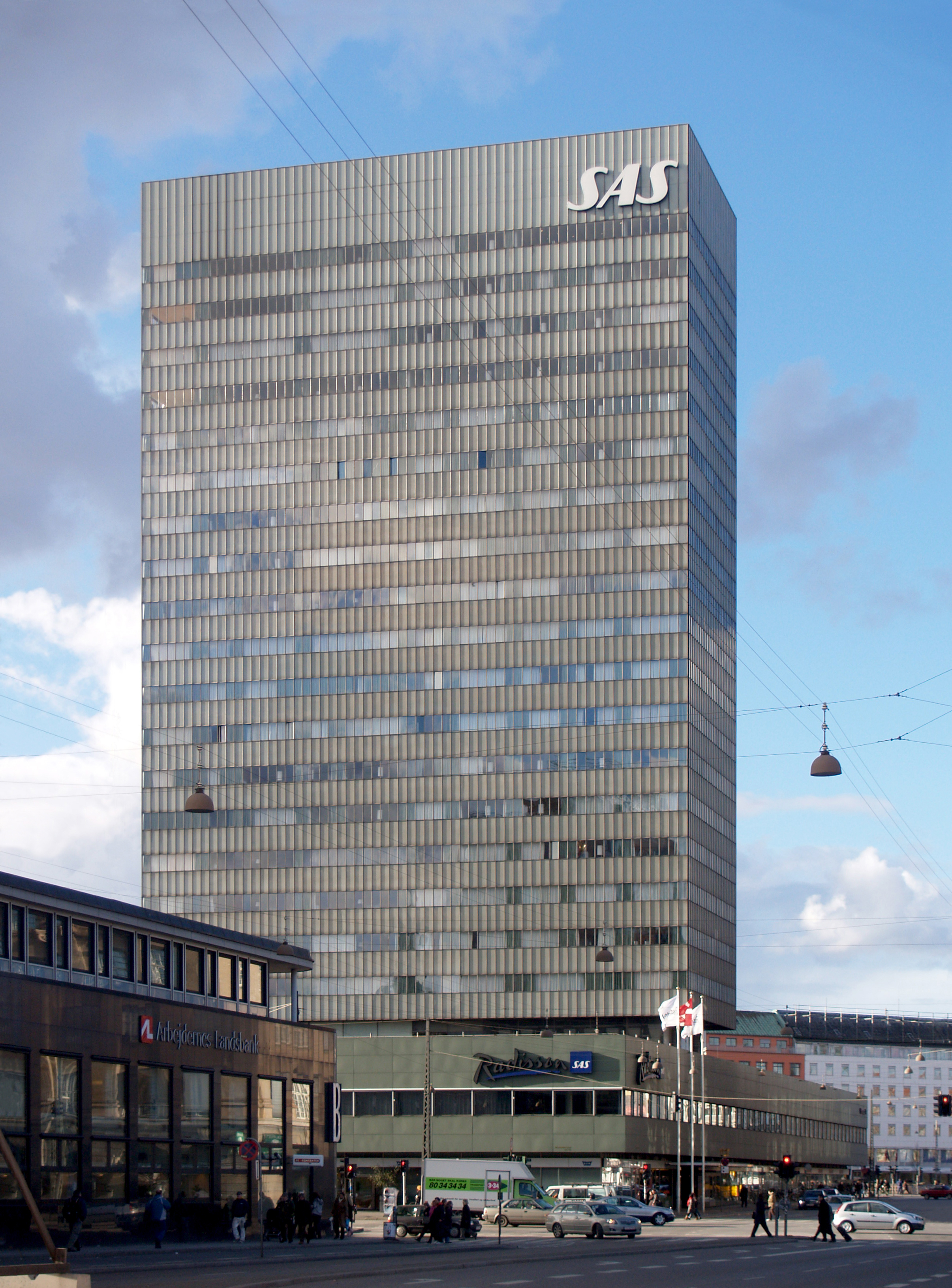
ラディソンSASロイヤルホテル

第2次世界大戦が終了すると、デンマークへ帰国した。1946年から手がけた『スーホルム集合住宅』では非対称の屋根を採用するなど新しい概念を持ち込んだテラスハウスを発表。1950年代初めからは後に世界的な評価を得ることになる家具デザインを始めた。家具デザインのスタイルは1952年の『アント（蟻）チェア』によって確立され、その後も『スワンチェア』『エッグチェア』『セブンチェア』などの家具作品を続けて発表した。1956年に竣工したデンマーク国内初の高層ビルであるSASロイヤルホテル（現・ラディソンブルーロイヤルホテル）では建物の設計からインテリアデザイン、照明やドアノブ、食器類などの細部までを一貫して手がけた。1964年のオックスフォード大学セント・キャサリン・カレッジでは加えてランドスケープデザインも手がけるなど建築に関わるすべてのもののデザインに携わる姿勢はヤコブセンの特徴の一つである。1971年に着工したデンマーク国立銀行はヤコブセン最初の国家レベルでの仕事であると同時に、遺作でもある。同年その竣工を見ることなく逝去した。

## 作品

### 建築
| 年     | 名称                                                     |                              | 所在地             |
| ------ | -------------------------------------------------------- | ---------------------------- | ------------------ |
| 1927年 | シーグルド・ワンデル邸                                   | Sigurd Wandel Hus            | ヘレロップ         |
| 1928年 | ショップ邸                                               | E. Schoppe Hus               | ゲントフテ         |
| 1929年 | 自邸                                                     | Eget hus                     | オードラップ       |
| 1930年 | ローテンボー邸                                           | Rothenborg Hus               | クランペンボー     |
| 1932年 | ベルビュー海水浴場                                       |                              | クランペンボー     |
| 1933年 | ポール・ムンク邸                                         | Poul Munck Hus               | オードラップ       |
| 1934年 | ベラヴィスタ集合住宅                                     | Bellavista                   | クランペンボー     |
| 1934年 | マットソン乗馬クラブ                                     | Mattssons Ridehus            | クランペンボー     |
| 1937年 | テキサコのガソリンスタンド                               | Texaco tank                  | スコショーブド     |
| 1937年 | ベルビューシアターとレストラン                           | Bellevue Teatret             | クランペンボー     |
| 1937年 | ステリングビル                                           | Stellings Hus                | コペンハーゲン     |
| 1938年 | ヤコブセン夏の家                                         | Eget sommerhus               | Gudmindrup Lyng    |
| 1942年 | オーフス市庁舎                                           | Århus Rådhus                 | オーフス           |
| 1942年 | スラレド市庁舎                                           | Søllerød Rådhus              | ホルテ             |
| 1943年 | スモークハウス                                           | Fiskerøgeri                  | シェランズ・オッデ |
| 1943年 | ノヴォ社低層住宅                                         |                              | ゲントフテ         |
| 1950年 | スーホルム集合住宅Ⅰ                                      | Søholm l                     | クランペンボー     |
| 1950年 | ホービー小学校                                           | Hårby Skole                  | ホービー           |
| 1951年 | トローレ邸                                               |                              |                    |
| 1952年 | スーホルム集合住宅II                                     | Søholm II                    | クランペンボー     |
| 1954年 | シモニー邸                                               | Statslånshus                 | ホルテ             |
| 1955年 | ヤスパーセン・ビル                                       | A. Jespersen & Søn Kontorhus | コペンハーゲン     |
| 1956年 | ロドオウア市庁舎                                         | Rødovre Rådhus               | ロドオウア         |
| 1956年 | ラウンドハウス                                           | Det Runde Hus                | オデン             |
| 1957年 | シスビー邸                                               | Siesby Hus                   | Virum              |
| 1957年 | ムンケゴー小学校                                         | Munkegårdsskolen             | ディッセゴー       |
| 1959年 | グロストルプ市庁舎                                       | Glostrup                     | グロストルプ       |
| 1960年 | SASロイヤルホテル（現・ラディソンブルーロイヤルホテル）  | SAS Royal Hotel              | コペンハーゲン     |
| 1964年 | オックスフォード大学セント・キャサリン・カレッジ         | St Catherine's College       | イギリス           |
| 1964年 | ニュエア小学校                                           | Nyager Skole                 | ロドオウア         |
| 1964年 | ヘレンハウゼン公園のレストラン展望台案「ヘラ・ヴィスタ」 |                              |                    |
| 1965年 | ヘレンハウゼン公園休憩所                                 |                              |                    |
| 1969年 | ノヴォ社製薬工場                                         | Novo Nordisk                 | コペンハーゲン     |
| 1969年 | ロドオウア中央図書館                                     | Rødovre Hovedbibliotek       | ロドオウア         |
| 1970年 | 実験住宅クーブ・フレックス                               | Kvadraflex typehus           | コリン             |
| 1971年 | デンマーク国立銀行                                       | Danmarks Nationalbank        | コペンハーゲン     |

Arne Jacobsen_GoogleMap

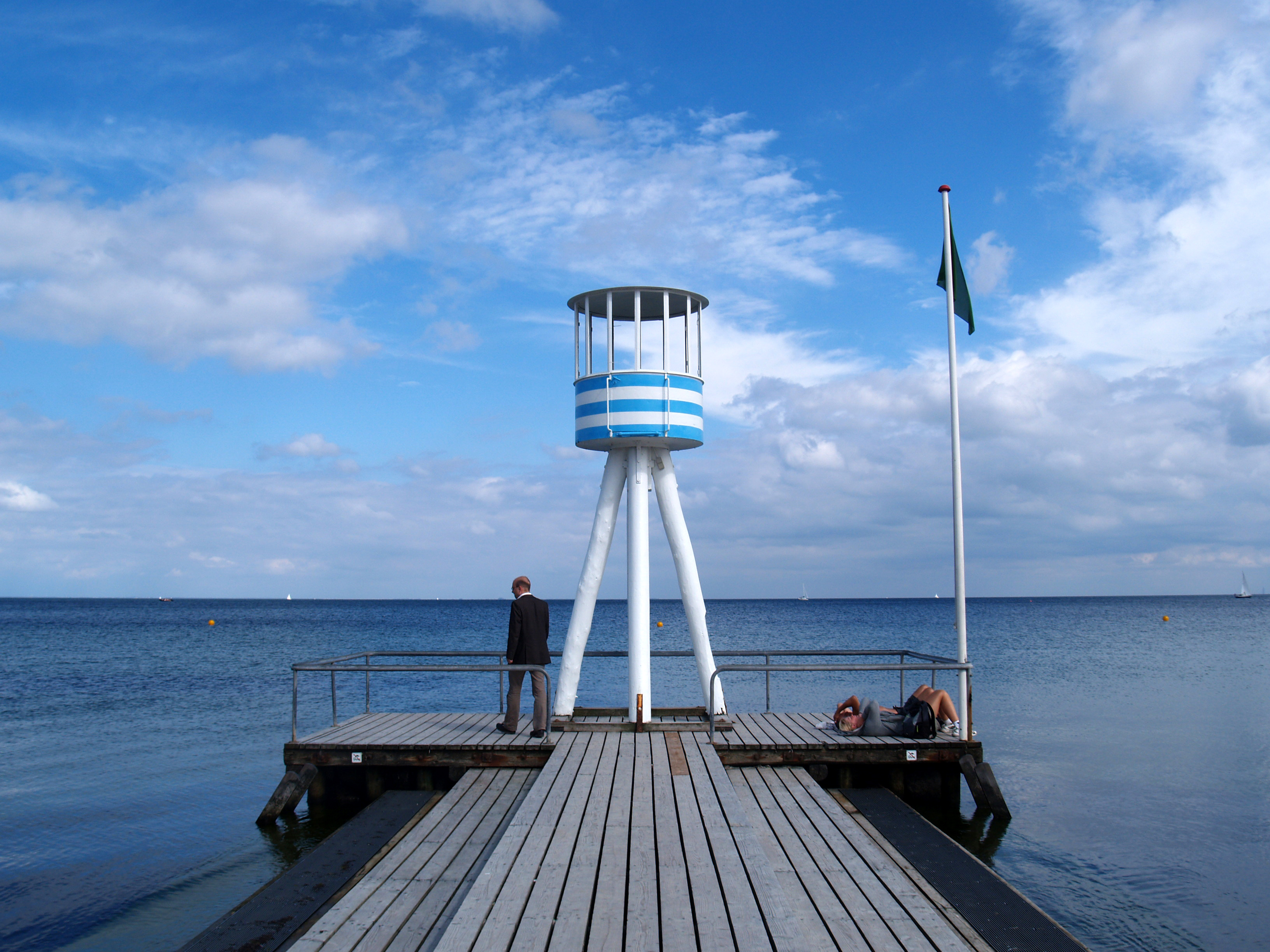
ベルビュー海水浴場の監視台
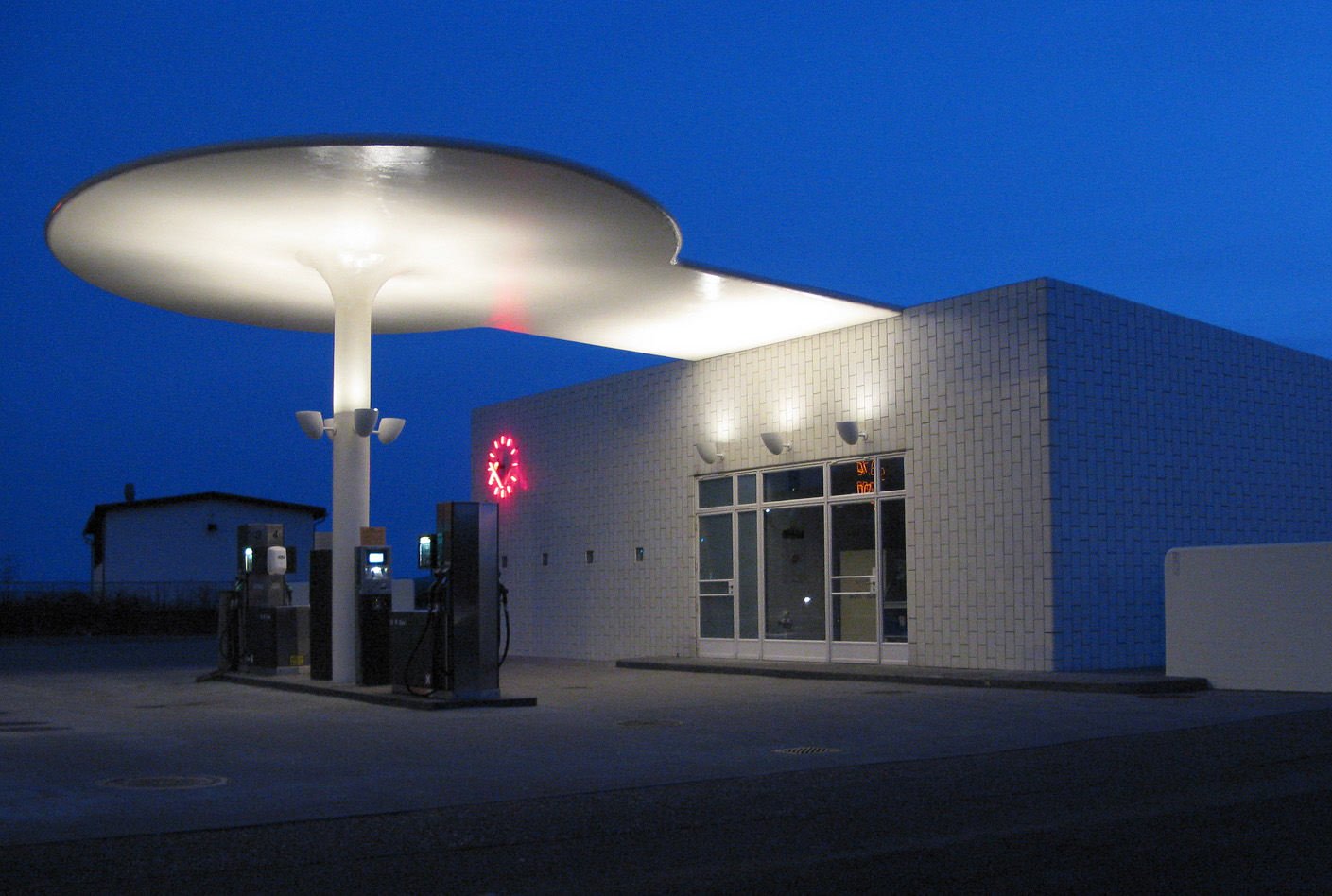
テキサコのGS
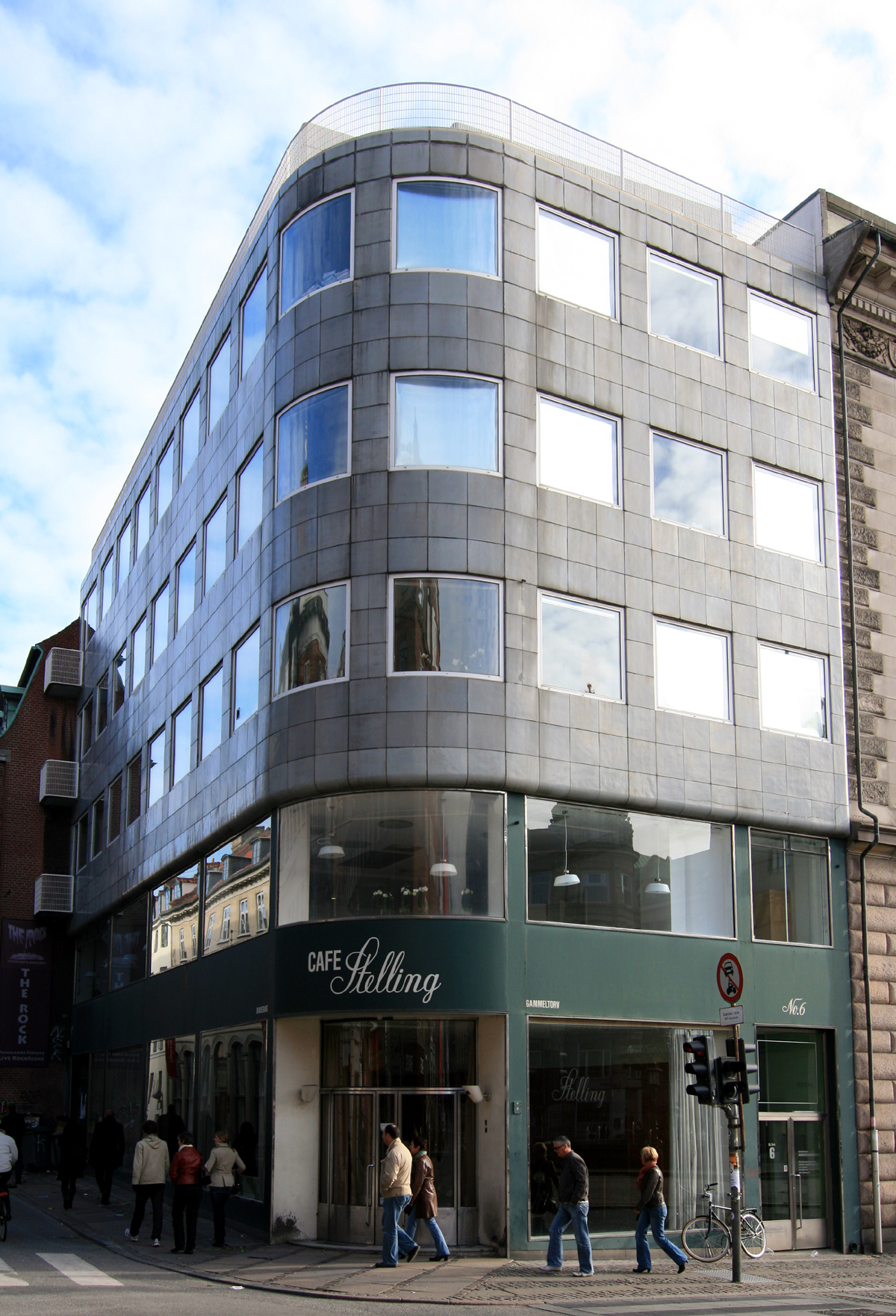
ステリングビル
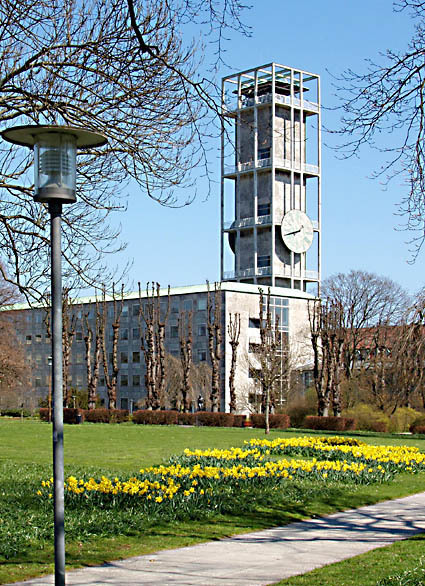
オーフス市庁舎
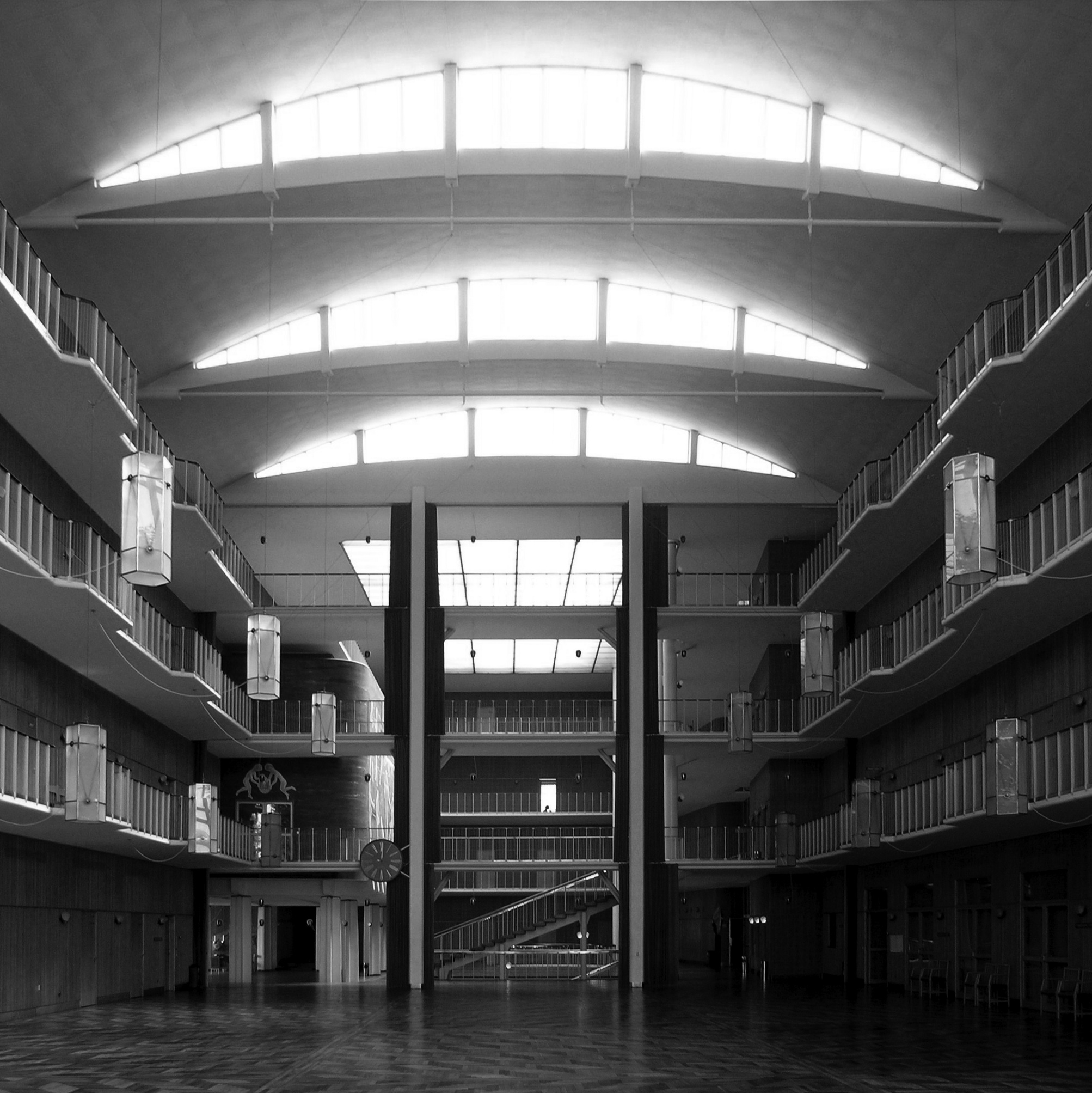
オーフス市庁舎
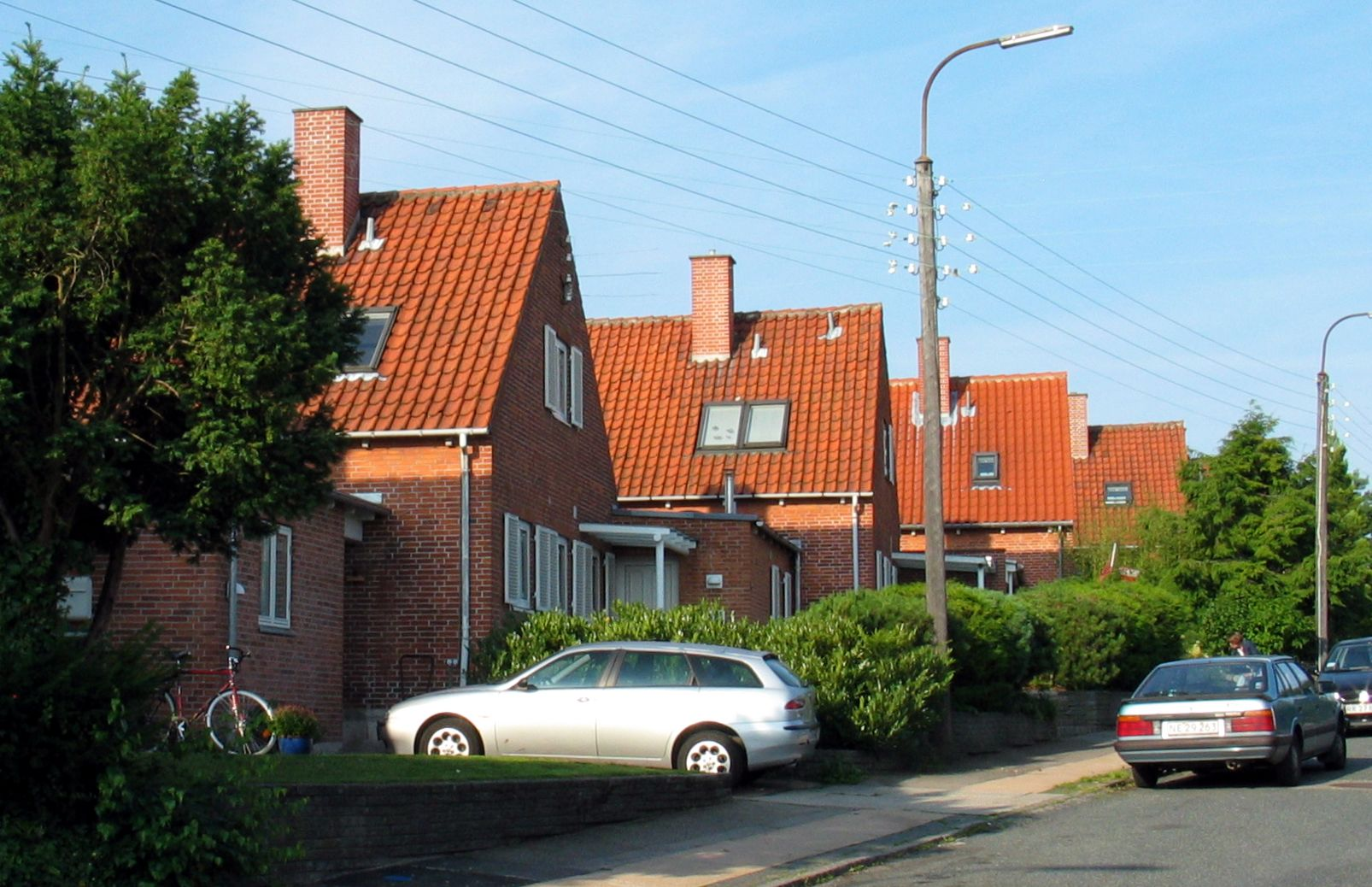
ノヴォ社低層住宅
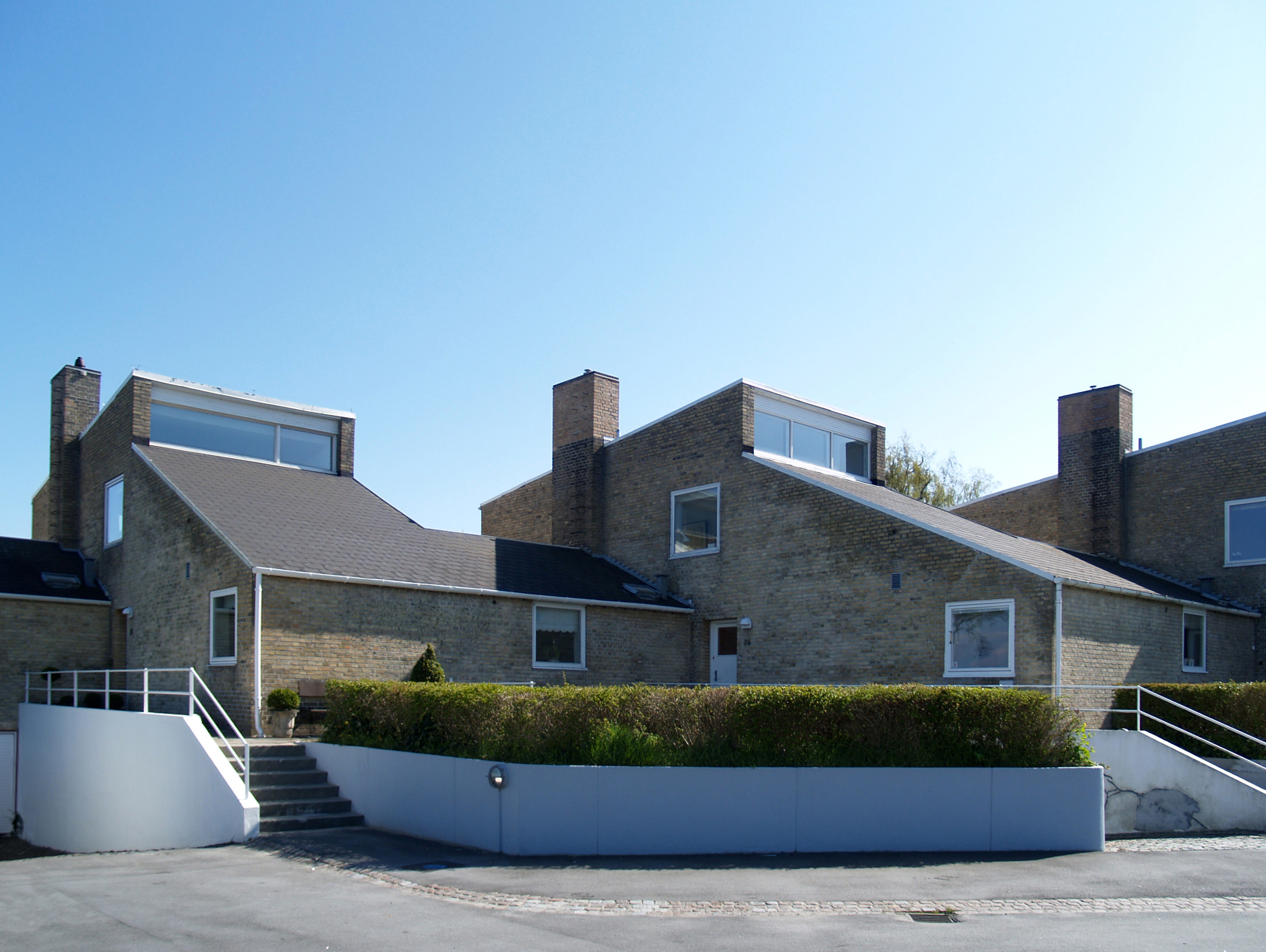
スーホルム集合住宅I
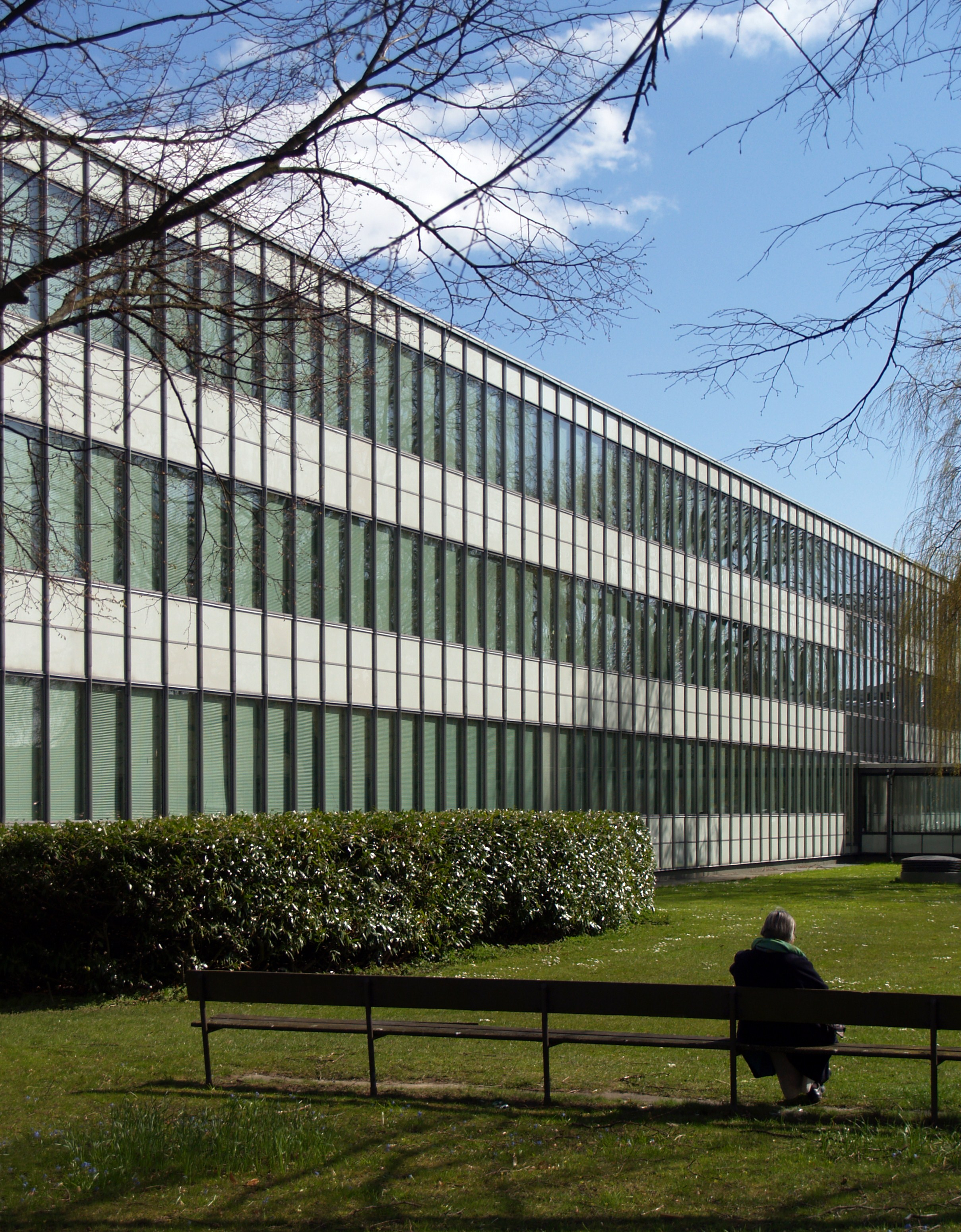
ロドオウア市庁舎
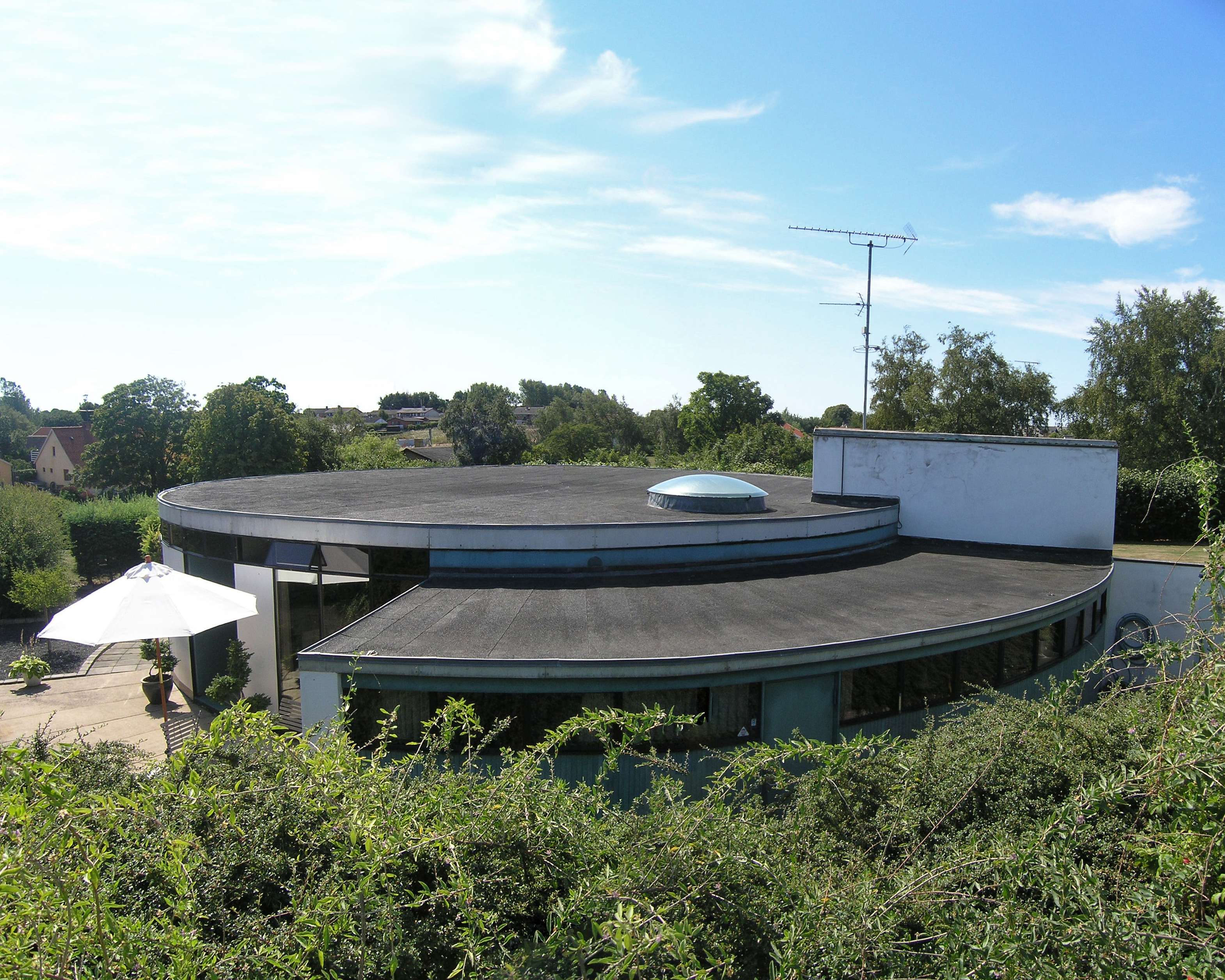
ラウンドハウス
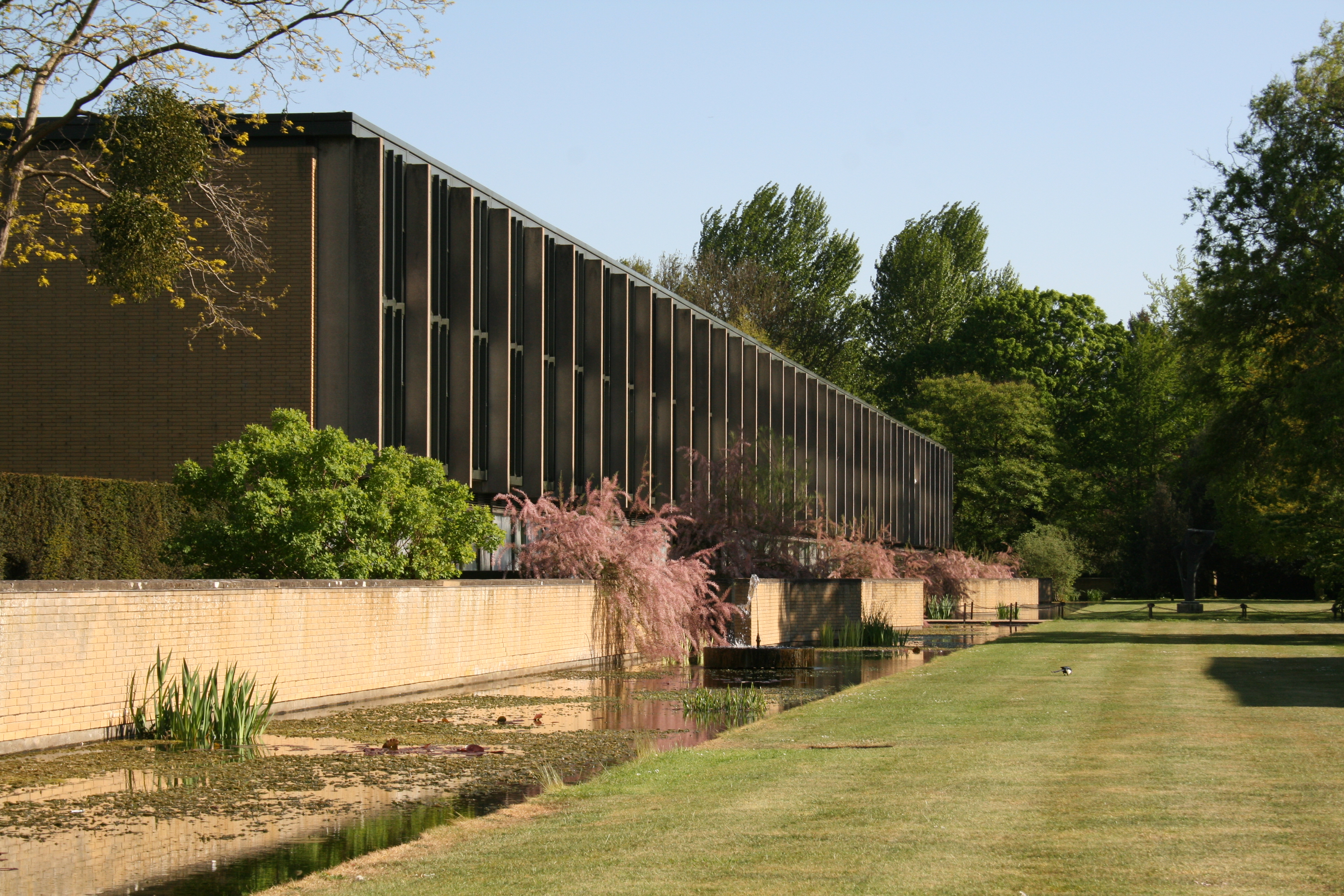
オックスフォード大学セント・キャサリン・カレッジ
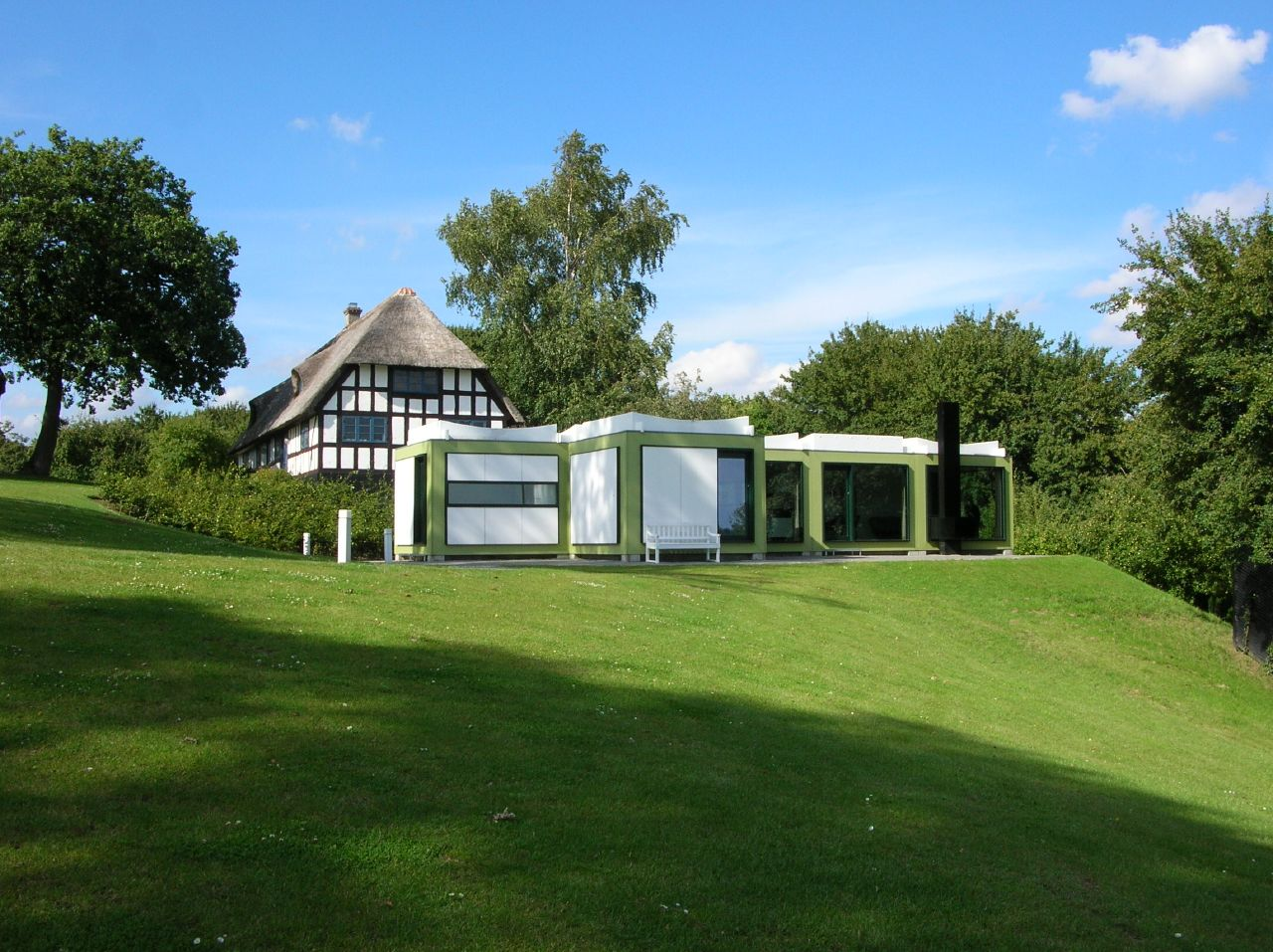
実験住宅クーブ・フレックス
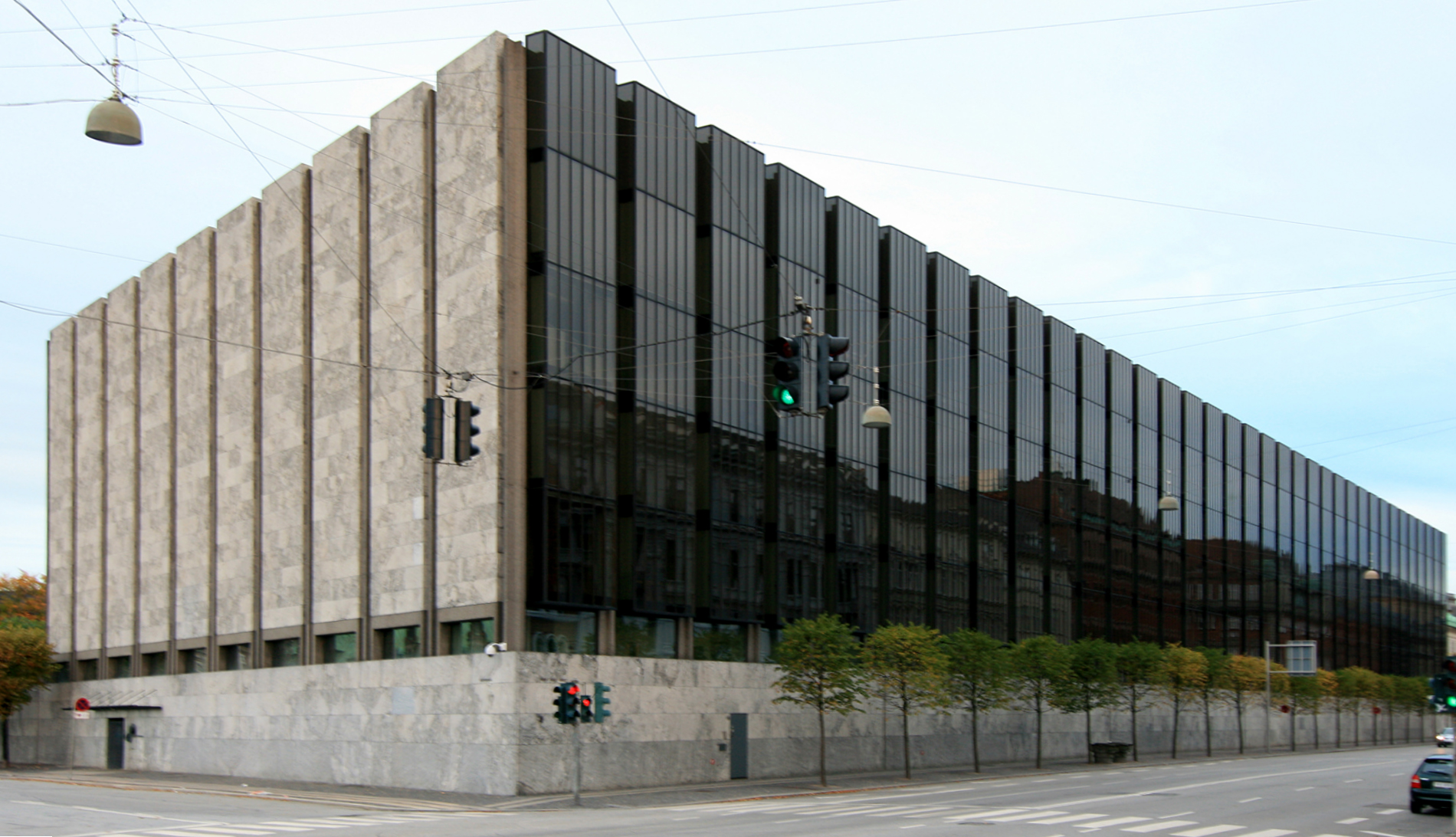
デンマーク国立銀行

### 家具

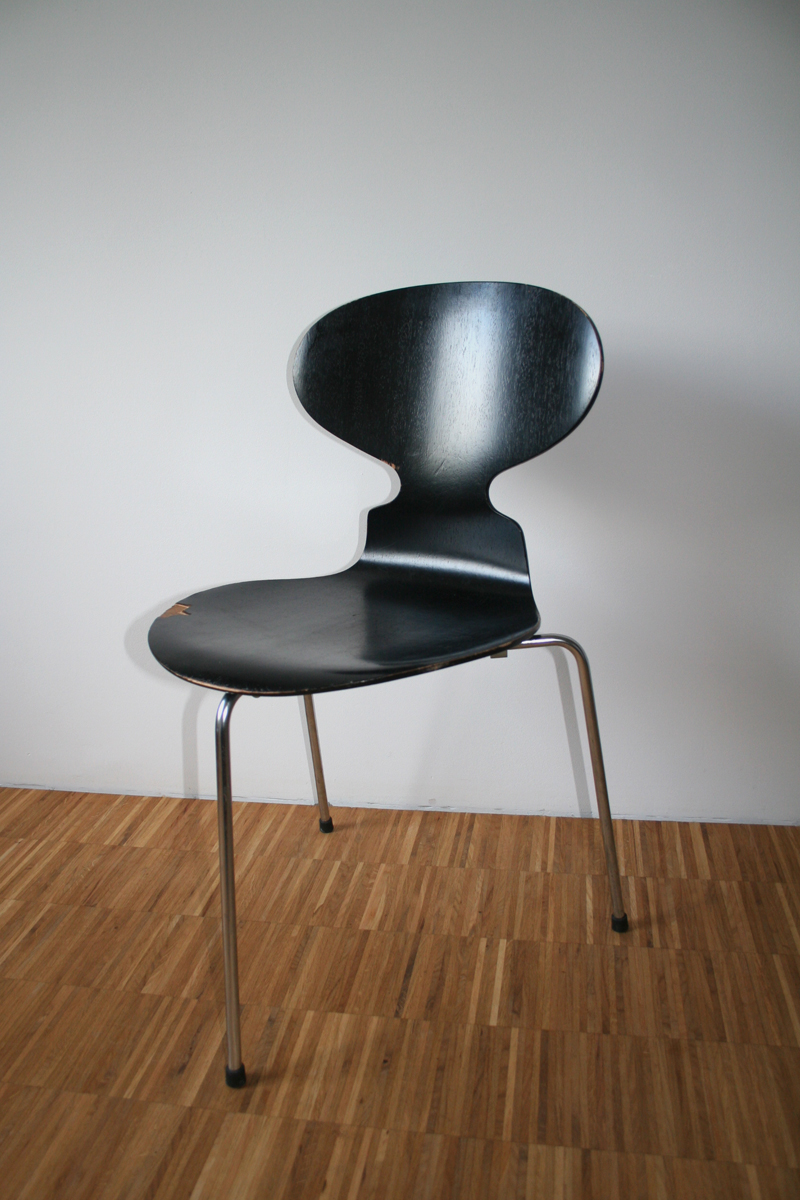
アント・チェア 1952年
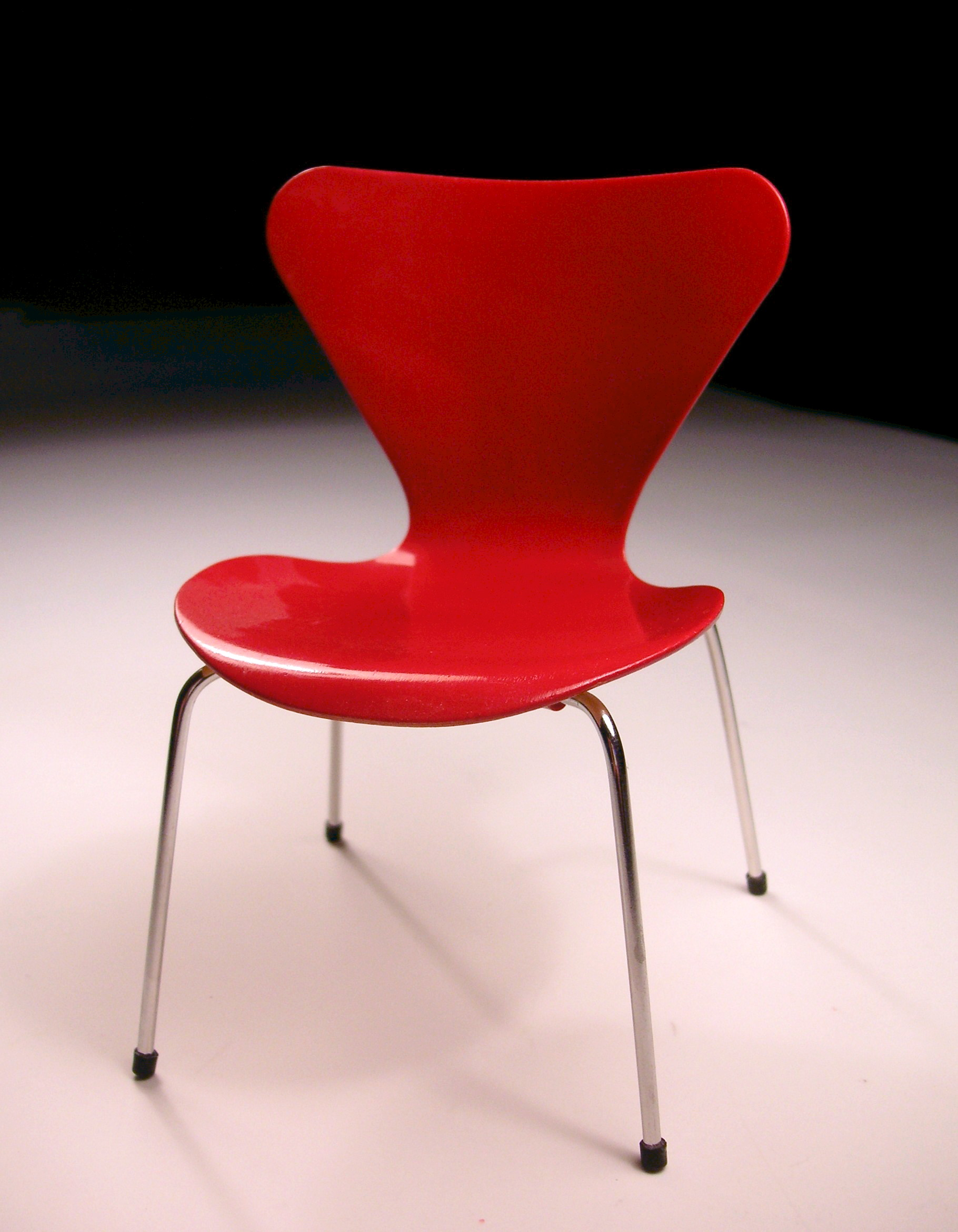
セブン・チェア 1955年
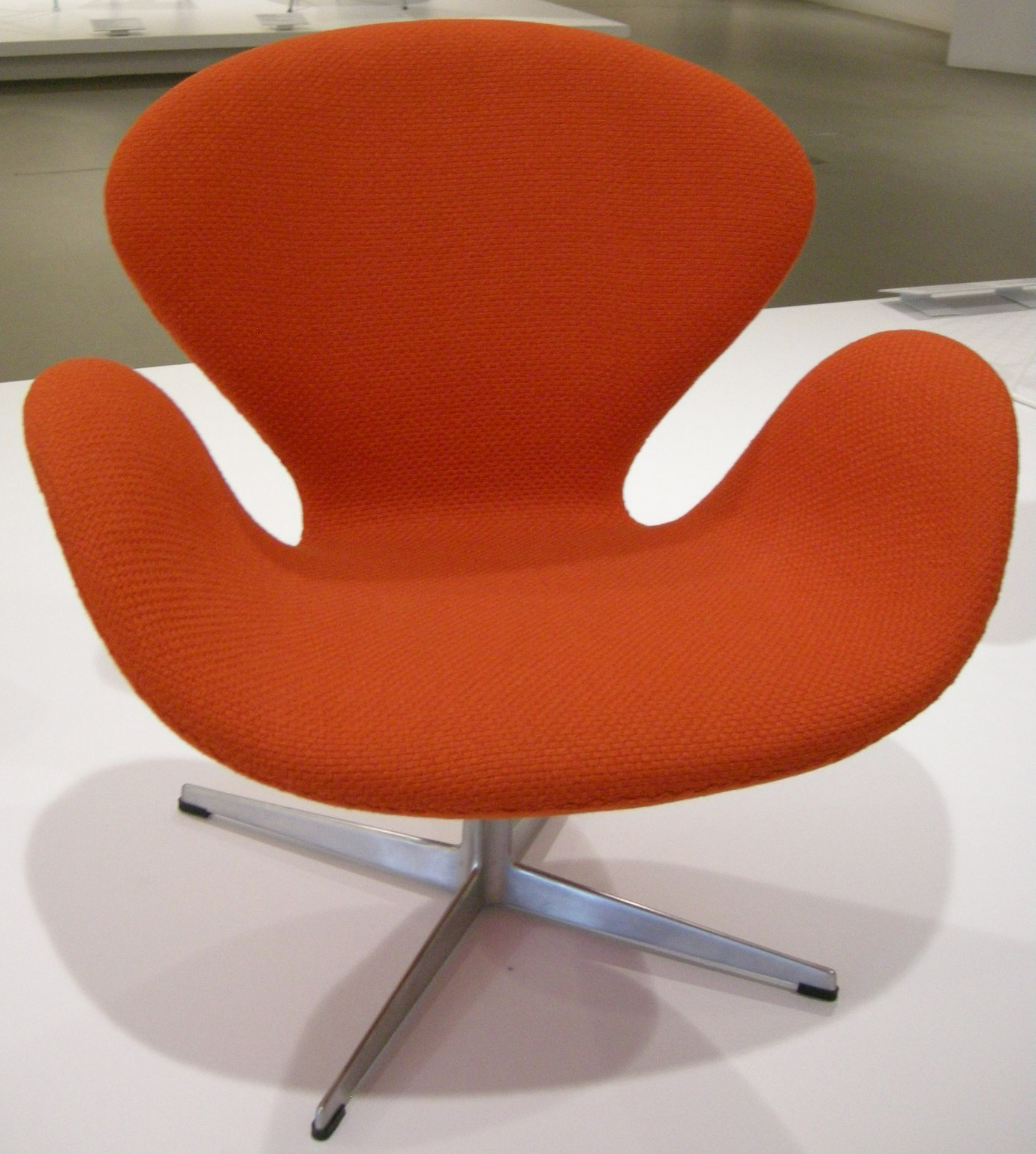
スワン・チェア 1958年
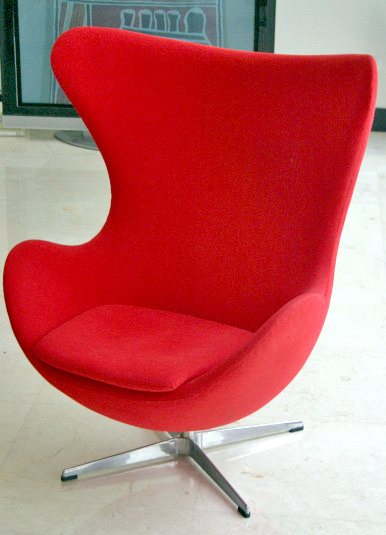
エッグ・チェア 1958年

- タンチェア、1955
- オックスフォードシリーズの椅子
- AJランプ、1957
- ステルトン社のシリンダ・ライン、1967
- ボラ・シリーズ水栓、1969
- AJカトラリー、1957